# Amnesia: The Bunker
Amnesia: The Bunker es un videojuego de terror desarrollado y publicado por la compañía sueca Frictional Games y lanzado al mercado para Microsoft Windows, PlayStation 4, Xbox One y Xbox Series X|S el 6 de junio de 2023. Es la cuarta entrega de la franquicia, donde el jugador sigue a un soldado francés durante la Primera Guerra Mundial, mientras está atrapado en un búnker con un monstruo y debe encontrar una manera de escapar.

## Jugabilidad
Amnesia: The Bunker, al igual que su predecesor, es un videojuego de survival horror en primera persona. El juego está ambientado en la Primera Guerra Mundial, y el jugador asume el control del soldado francés Henri Clément, el cual está atrapado en un búnker subterráneo y es perseguido por un misterioso monstruo fotosensible llamado "la Bestia". Para sobrevivir, Henri debe mantener la energía de la base mientras recoge recursos y munición, que se colocan aleatoriamente en el mapa del juego. Henri también puede usar un revólver, una escopeta y otros objetos arrojadizos como granadas y bengalas para luchar contra los enemigos, pero la munición es muy escasa.
La base está poco iluminada y Henri acaba equipado con un reloj que indica cuándo se agotará el combustible de los generadores. Si el combustible se agota, la base quedará completamente a oscuras y el monstruo perseguirá activamente a Henri. Para resolver el problema, el jugador tiene que repostar el generador y utilizar una ruidosa linterna de dinamo para orientarse en el búnker. Hay cantidades limitadas de combustible en el búnker y, una vez agotadas las reservas, el jugador tendrá que completar el resto de la partida a oscuras.
A diferencia de los anteriores juegos de Amnesia, el juego presenta un "mundo semiabierto", que da a los jugadores más libertad para explorar y abordar sus objetivos. El juego no presenta muchos momentos guionizados, y la Bestia es una amenaza siempre presente que acecha a Henri durante todo el juego. El juego presenta elementos inspirados en los simuladores inmersivos, y el mundo responde a las acciones del jugador. Por ejemplo, los jugadores pueden verter gasolina en el suelo y encenderla, creando una fuente de luz temporal para asustar al monstruo. Los jugadores entrarán en salas seguras con regularidad, donde podrán usar cofres para guardar objetos, guardar la partida y leer el mapa del juego para comprender mejor su disposición. A diferencia de los juegos anteriores de la serie, The Bunker no incluye una mecánica de cordura.

## Historia
En el año 1916, Francia y Alemania se encuentran en plena Primera Guerra Mundial. El soldado francés Henri Clément se dirige al campo de batalla para buscar a su amigo Augustin Lambert, que ha desaparecido durante una patrulla. Henri encuentra a Lambert atrapado en un gran cráter. Le hace beber agua fresca de manantial que encuentra para reanimarlo e intenta llevarlo a un lugar seguro. Sin embargo, los alemanes los descubren y Henri queda inconsciente por la explosión de un proyectil de artillería.
Tiempo después, Henri se despierta en un búnker aparentemente abandonado sin recordar cómo ha llegado hasta allí. Henri encuentra rápidamente a un soldado superviviente, Albert Boisrond, que le ordena encontrar dinamita y un detonador para reabrir la salida, pero Boisrond es asesinado poco después por una extraña criatura. Al explorar el búnker más a fondo, descubre que una bestia desconocida ha aparecido de la nada y ha estado aterrorizando el búnker, masacrando a la guarnición francesa uno a uno. Los cobardes oficiales del búnker huyeron, cerrando la única salida para sellar a la Bestia en su interior, pero dejando atrapados a los soldados que quedaron atrás. Sin otra opción, Henri busca dinamita en el complejo del búnker. Durante su búsqueda, encuentra más pistas dejadas por los soldados y comienza a reconstruir los acontecimientos que condujeron a esta situación.
Hace algún tiempo, la guarnición del búnker descubrió un túnel subterráneo de la época romana. Comenzaron a excavar el túnel con la intención de utilizarlo para realizar un ataque sorpresa contra las líneas alemanas, pero algunos de los soldados empezaron a sufrir alucinaciones y pesadillas vívidas y sabotearon la excavación en un intento de sellar el túnel. Los soldados fueron juzgados por un consejo de guerra, pero la excavación continuó. Mientras tanto, Henri y Lambert juegan a los dados para decidir cuál de los dos saldrá de patrulla esa noche; Henri utiliza un truco de prestidigitación, lo que hace que Lambert pierda.
Henri se sintió culpable al ver que Lambert no regresaba y abandonó el búnker en busca de su amigo. Más tarde, Lambert trajo de vuelta a un Henri herido y comatoso, pero Lambert, extrañamente, estaba completamente ileso. Se revela que el agua de manantial que Lambert bebió procedía de las ruinas romanas y comenzó a mutarle lentamente y a volverle loco hasta que se transformó completamente en la Bestia, acechando el búnker y matando a sus antiguos camaradas.
Finalmente, Henri consigue recuperar la dinamita y el detonador y hace estallar la salida. Sin embargo, en lugar de abrir el túnel, Henri cae accidentalmente en lo más profundo de las ruinas romanas, donde tiene un último enfrentamiento con la Bestia, en el que puede intentar luchar contra ella y hacer que se precipite a un abismo subterráneo o huir. Al final, Henri consigue volver a la superficie, pero si no consigue matar a la Bestia, ésta escapa con él antes de huir a tierra de nadie. Independientemente del final, Henri cae en un cráter de obús justo cuando una patrulla alemana comienza a acercarse, dejando su destino incierto.

## Desarrollo
Frictional Games describió The Bunker como el "punto de inflexión" de la franquicia, ya que incorpora elementos de los juegos sandbox y se centra en la jugabilidad emergente. Según el director del juego, Fredrik Olsson, el equipo se centró en la rejugabilidad del juego y en que cada partida diera lugar a momentos únicos para los jugadores. Con la generación procedural del juego, el equipo quería evitar "la linealidad y la previsibilidad" y ofrecer una experiencia desafiante a los jugadores. Olsson añadió que el equipo dio prioridad al desarrollo de la jugabilidad frente a la narrativa del juego, aunque el juego sigue incluyendo entradas de diario para que los jugadores exploren más a fondo el mundo del juego y su historia.
Las armas se añadieron con un doble propósito: mientras el jugador puede defenderse con granadas y pistolas, también pueden usarse para romper cerraduras o prender fuego a objetos. El revólver se diseñó para ser "tosco" y tardar mucho en recargarse. "Cargar esa última bala crea una fuerte sensación de urgencia, añadiendo una capa extra de estrés a situaciones ya de por sí angustiosas".
Amnesia: The Bunker se anunció en diciembre de 2022. Inicialmente previsto para marzo de 2023, el equipo pospuso el lanzamiento del juego a mayo de 2023, ya que el equipo "ha pasado un invierno duro con una serie de enfermedades que han afectado al desarrollo". Posteriormente se retrasó dos semanas más debido a "problemas imprevistos de certificación". El juego salió a la venta para Microsoft Windows, PlayStation 4, Xbox One y Xbox Series X|S el 6 de junio de 2023.

## Recepción
Amnesia: The Bunker recibió "críticas generalmente favorables", según el agregador de críticas Metacritic.
Aunque criticó la IA de los monstruos por mediocre, a IGN le gustó la presión que el juego ejercía sobre el jugador a través de la cantidad limitada de combustible del generador: "Lo que esto significa es que cada viaje a los rincones más lejanos del búnker viene acompañado de una sensación de urgencia y propósito". GameSpot alabó la tensión presente en la mecánica de gestión de recursos del juego: "Todos los recursos son finitos, así que usar cualquiera de ellos debe estar justificado o, de lo contrario, te estás condenando al fracaso". GamesRadar+ consideró que la historia era más floja que la de anteriores entregas: "El desarrollo del horror de Amnesia: The Bunker, narrado a través de documentos antiguos, es realmente apasionante, pero no está al mismo nivel que las anteriores obras de Frictional".
A PC Gamer le gustó el diseño de sonido del título: "Hay un zumbido ambiental y cavernoso [...] interrumpido por los chillidos de las ratas, los gritos ocasionales de la Bestia y los estremecedores golpes de la artillería alemana". Eurogamer vio positivo cómo el juego fomentaba la experimentación, utilizando el entorno como medio para descubrir cosas nuevas: "Por muy terrorífico que sea, es emocionante ver que tus valientes exploraciones e inventiva se ven recompensadas de formas tan interesantes".